# Ludwig Friedrich Leo
Ludwig Friedrich Leo (Geburtsname Lev Levin, Rufname Ludwig Levin, * 27. Mai 1814 in Königsberg; † 5. Juli 1892 in Bonn) war ein deutscher Mediziner.
Er war der Sohn des jüdischen Kaufmanns Joel Levin, der später den Namen Julius Leo annahm; seine Mutter war Margarete geb. Spitzer. Ludwig Levin studierte an den Universitäten zu Berlin, Königsberg und Halle, wo er als Schüler Peter Krukenbergs 1837 zum Dr. med. promoviert wurde. in seiner Dissertation Nonnulla de perforatione obstetricia behandelte er verschiedene Verfahren der Geburtshilfe. Nach dem Studium arbeitete er als Arzt in Pommern: Von 1838 bis 1841 in Treptow an der Rega, von 1841 bis 1854 in Regenwalde. Dort ließ er sich 1843 evangelisch taufen und heiratete später die Königsberger Kaufmannstochter Bertha Rosenheim (1819–1887), die ebenfalls aus einer jüdischen Familie kam.
1854 zog Leo mit seiner Familie nach Bonn, wo er an der inneren Station des Friedrich-Wilhelms-Hospitals arbeitete. 1873 wurde er zum Geheimen Sanitätsrat, 1876 zum Kreisphysikus ernannt. Er war Schriftführer der Niederrheinischen Gesellschaft für Natur- und Heilkunde und verfasste mehrere medizinische Aufsätze sowie seine Gesundheitslehre für gebildete Leser (Berlin 1866).
Zu Leos Kindern gehörten der Altphilologe Friedrich Leo (1851–1914) und der Mediziner Hans Leo (1854–1927).

## Stammliste
|                        |                        |                        |                        |                           |                           |                           |                           | Ludwig Friedrich Leo (1814–1892) |                           |                      |                      |                      |                      |                      |                      |                      |                      |           |           |           |           |  |  |  |  |  |  |  |  |  |  |  |  |
|                        |                        |                        |                        |                           |                           |                           |                           |                                  |                           |                      |                      |                      |                      |                      |                      |                      |                      |           |           |           |           |  |  |  |  |  |  |  |  |  |  |  |  |
|                        |                        |                        |                        |                           |                           |                           |                           |                                  |                           |                      |                      |                      |                      |                      |                      |                      |                      |           |           |           |           |  |  |  |  |  |  |  |  |  |  |  |  |
|                        |                        |                        |                        | Friedrich Leo (1851–1914) | Friedrich Leo (1851–1914) | Friedrich Leo (1851–1914) | Friedrich Leo (1851–1914) | Friedrich Leo (1851–1914)        | Friedrich Leo (1851–1914) |                      |                      | Hans Leo (1854–1927) | Hans Leo (1854–1927) | Hans Leo (1854–1927) | Hans Leo (1854–1927) | Hans Leo (1854–1927) | Hans Leo (1854–1927) |           |           |           |           |  |  |  |  |  |  |  |  |  |  |  |  |
|                        |                        |                        |                        | Friedrich Leo (1851–1914) | Friedrich Leo (1851–1914) | Friedrich Leo (1851–1914) | Friedrich Leo (1851–1914) | Friedrich Leo (1851–1914)        | Friedrich Leo (1851–1914) |                      |                      | Hans Leo (1854–1927) | Hans Leo (1854–1927) | Hans Leo (1854–1927) | Hans Leo (1854–1927) | Hans Leo (1854–1927) | Hans Leo (1854–1927) |           |           |           |           |  |  |  |  |  |  |  |  |  |  |  |  |
|                        |                        |                        |                        |                           |                           |                           |                           |                                  |                           |                      |                      |                      |                      |                      |                      |                      |                      |           |           |           |           |  |  |  |  |  |  |  |  |  |  |  |  |
| Ulrich Leo (1890–1964) | Ulrich Leo (1890–1964) | Ulrich Leo (1890–1964) | Ulrich Leo (1890–1964) | Ulrich Leo (1890–1964)    | Ulrich Leo (1890–1964)    |                           |                           | Paul Leo (1893–1958)             | Paul Leo (1893–1958)      | Paul Leo (1893–1958) | Paul Leo (1893–1958) | Paul Leo (1893–1958) | Paul Leo (1893–1958) |                      |                      | Erika Leo            | Erika Leo            | Erika Leo | Erika Leo | Erika Leo | Erika Leo |  |  |  |  |  |  |  |  |  |  |  |  |